# Луценко, Александр Алексеевич
Алекса́ндр Алексе́евич Луце́нко (6 февраля 1977, Белогорск, Амурская область, СССР — 5 марта 2000, Комсомольское, Чеченская Республика) — командир танкового взвода 503-го гвардейского мотострелкового полка 19-й мотострелковой дивизии 58-й общевойсковой армии Северо-Кавказского военного округа, гвардии лейтенант, Герой Российской Федерации (посмертно).

## Биография
Родился 6 февраля 1977 года в городе Белогорск Амурской области. В 1994 году окончил среднюю школу № 11 города Белогорска.
В 1994 году поступил в Благовещенское Краснознамённое высшее танковое командное училище, которое окончил в 1999 году.
Во время второй чеченской войны служил в 503-м гвардейском мотострелковом полку Северо-Кавказского военного округа (Владикавказ).
5 марта 2000 года в блокированное федеральными войсками село Комсомольское с южной окраины (позиции 503-го мотострелкового полка) прорвались (ночью) до 600 боевиков. Лейтенант Луценко с экипажем танка Т-72 № 812 выполнял боевую задачу по сопровождению колонны российских войск. После того как колонна попала под плотный огонь боевиков, экипаж Луценко своими действиями отвлёк внимание противника на себя и тем самым спас следующих за ним российских солдат. Однако его танк получил повреждения и лишился хода. Несколько часов экипаж вёл бой в одиночку. Все попытки прорваться на выручку к танкистам закончились безуспешно. Когда у экипажа закончились боеприпасы, боевики подорвали люки и расправились с танкистами. Лейтенанту Луценко они отрезали голову.
Похоронен в Белогорске.

## Награды
За мужество и героизм в борьбе с террористическими формированиями в Северо-Кавказском регионе, Указом Президента Российской Федерации от 14 октября 2000 года гвардии лейтенанту Луценко Александру Алексеевичу присвоено звание Героя Российской Федерации (посмертно).

## Память
Имя Героя присвоено одной из улиц Белогорска и средней школе № 11. На здании школы установлена мемориальная доска.